# Puylaroque
Puylaroque (okzitanisch: Puèg la Ròca) ist eine französische Gemeinde mit 698 Einwohnern (Stand: 1. Januar 2022) im Département Tarn-et-Garonne in der Region Okzitanien. Montbartier gehört zum Arrondissement Montauban und zum Kanton Quercy-Rouergue (bis 2015: Kanton Montpezat-de-Quercy). Die Einwohner werden Puylaroquain(e)s genannt.

## Geographie
Puylaroque liegt etwa 33 Kilometer nordöstlich von Montauban im Quercy. Der Fluss Lère durchquert das Gemeindegebiet, im Westen verläuft sein Zufluss Candé. Umgeben wird Puylaroque von den Nachbargemeinden Labastide-de-Penne im Norden und Nordwesten, Belmont-Sainte-Foi im Norden, Vaylats im Norden und Nordosten, Mouillac im Nordosten, Caylus im Osten, Lavaurette im Südosten, Saint-Georges und Cayriech im Süden, Lapenche im Südwesten sowie Belfort-du-Quercy im Westen.

## Bevölkerung
| Jahr      | 1962 | 1968 | 1975 | 1982 | 1990 | 1999 | 2006 | 2013 |
| --------- | ---- | ---- | ---- | ---- | ---- | ---- | ---- | ---- |
| Einwohner | 686  | 629  | 606  | 614  | 580  | 576  | 638  | 670  |

## Sehenswürdigkeiten
- Kirche Saint-Jacques aus dem 12./13. Jahrhundert
- Kapelle Saint-Symphorien

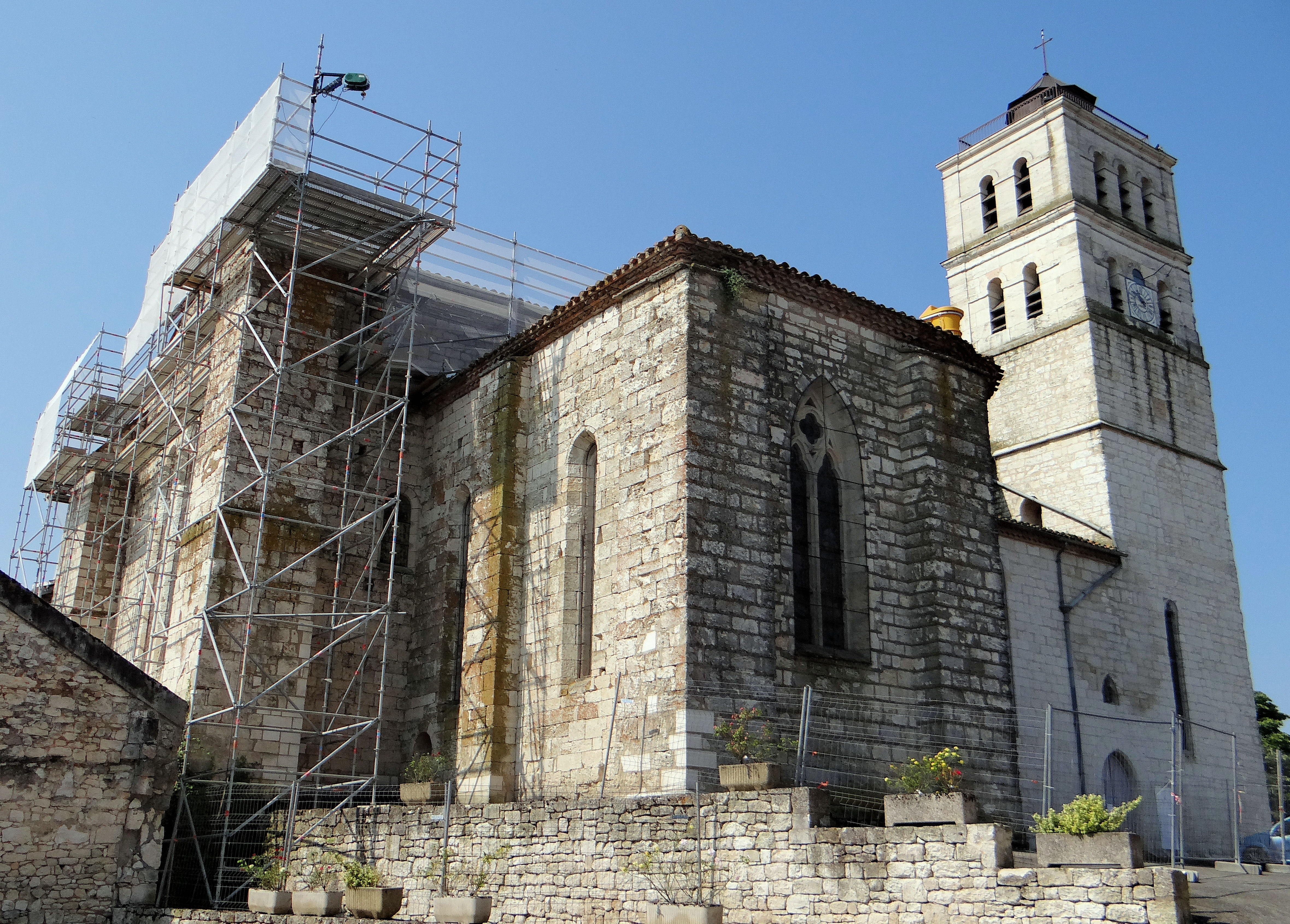
Kirche Saint-Jacques
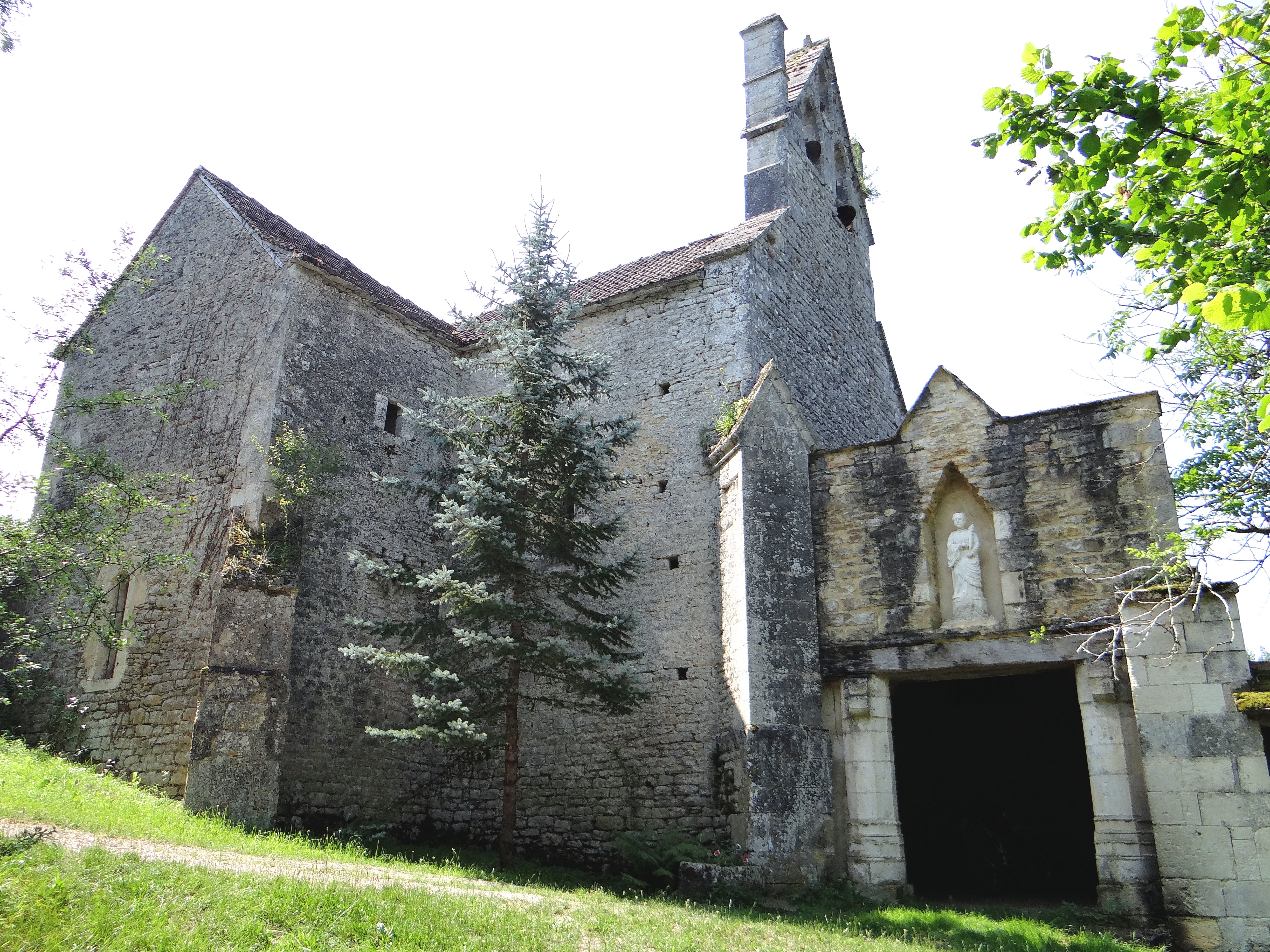
Kapelle Saint-Symphorien

## Gemeindepartnerschaften
- Cutting, Département Moselle, Lothringen